# Walter Prudencio Magne Veliz
Walter Prudencio Magne Veliz (* 1960 in Oruro) war von 2006 bis 2012 Botschafter Boliviens in Deutschland. Zugleich war er der erste indigene Botschafter Boliviens. 
Veliz studierte Kommunikationswissenschaften in Oruro, Anthropologie in La Paz und in den 1990er Jahren drei Semester an der Hochschule für Fernsehen und Film München. Schließlich erwarb er an der Universidad Andina Simón Bolívar  in Sucre einen Master in „Innovation und Wettbewerb“. Er setzt sich für die indigene Bevölkerung und den Kokaanbau ein.